# Понсакко
Понсакко (італ. Ponsacco) — муніципалітет в Італії, у регіоні Тоскана,  провінція Піза.
Понсакко розташоване на відстані близько 250 км на північний захід від Рима, 55 км на захід від Флоренції, 22 км на південний схід від Пізи.
Населення — 15 661 особа (2014).

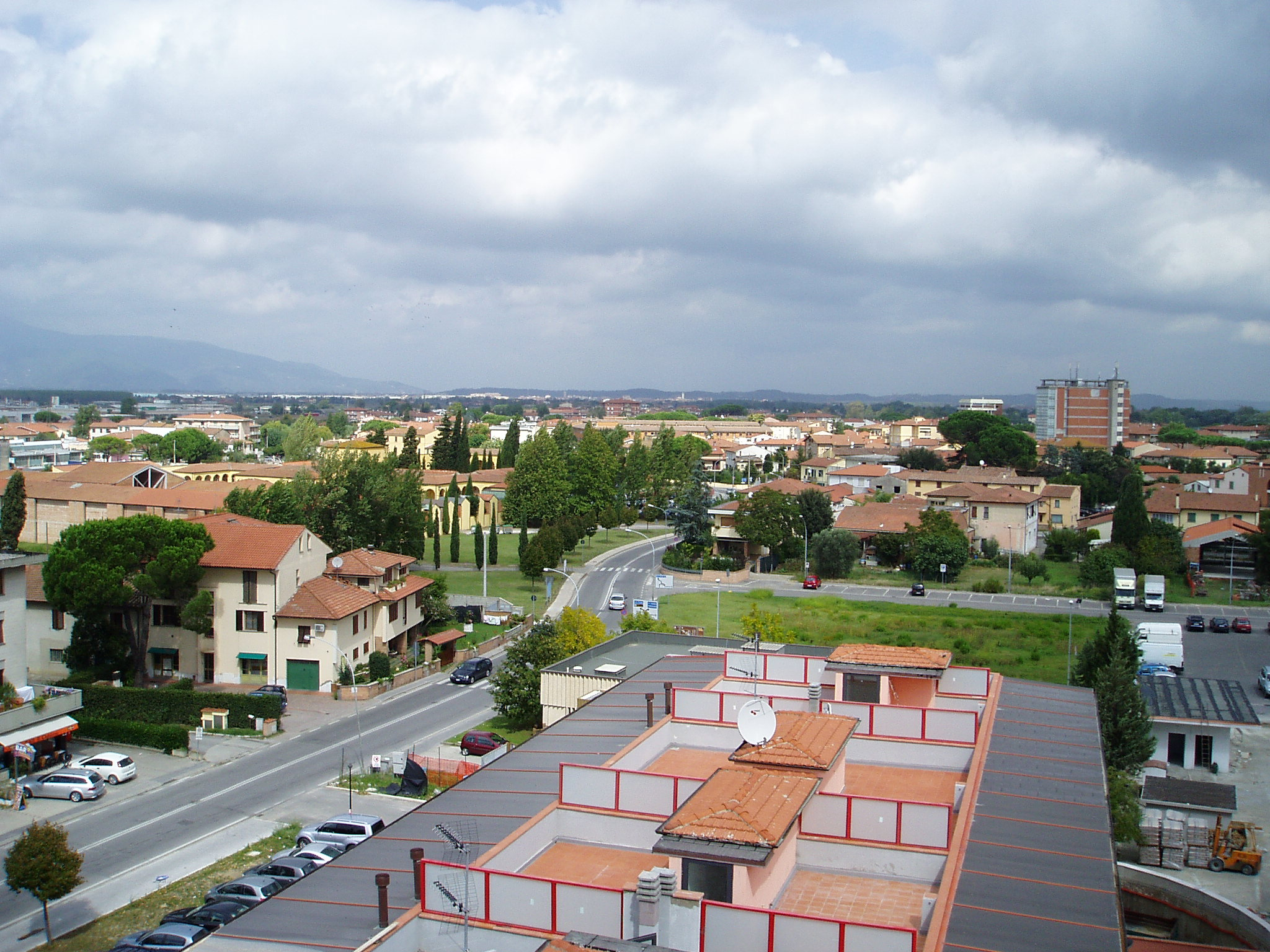

Щорічний фестиваль відбувається у понеділок після другої неділі жовтня. Покровитель — San Costanzo Martire.

## Демографія
Населення за роками:

Станом на 1 січня 2023 року в муніципалітеті офіційно проживало 1619 іноземців з 66 країн, серед них 549 громадян країн Євросоюзу та 22 громадяни України.

## Уродженці
- Лучано К'яруджі (*1947) — італійський футболіст, нападник, згодом — футбольний тренер.

## Сусідні муніципалітети
- Капаннолі
- Кашіана-Терме-Ларі
- Понтедера